# Ludwig Helmbold
Ludwig Helmbold, también escrito como Ludwig Heimbold, (21 de enero de 1532, Mühlhausen, Sacro Imperio Romano Germánico – 8 de abril de 1598, ibídem) fue un poeta alemán de himnos luteranos. Probablemente es más conocido por su himno Nun laßt uns Gott dem Herren, que Johann Sebastian Bach usó para la quinta estancia de su cantata O heilges Geist- und Wasserbad, BWV 165. Bach también usó sus textos en las obras Herr, wie du willt, so schicks mit mir, BWV 73, Gott der Herr ist Sonn und Schild, BWV 79 y Ärgre dich, o Seele, nicht, BWV 186.

## Biografía
Helmbold nació el 21 de enero de 1532 en Mühlhausen (Sacro Imperio Romano Germánico). Se convirtió en profesor de Filosofía en la Universidad de Erfurt en 1554. En 1571, lo designaron ministro en la Marienkirche de Mühlhausen y posteriormente superintendente.
El emperador Maximiliano II de Habsburgo reconoció a Helmbold como poeta laureatus en 1566 en el Reichstag de Augsburgo.

## Himnos
Los cantores de Mühlhausen Joachim à Burck y Johannes Eccard pusieron música a muchos de los más de cien himnos de Helmbold. Algunas de sus obrase las usó Bach en sus cantatas cantatas, tales como: 
- Herr, wie du willt, so schicks mit mir, BWV 73
- Gott der Herr ist Sonn und Schild, BWV 79
- Ärgre dich, o Seele, nicht, BWV 186
- O heilges Geist- und Wasserbad, BWV 165

Algunos de sus himnos aún están incluidos en el himnario protestante alemán Evangelisches Gesangbuch (EG):
- EG 320: Nun lasst uns Gott, dem Herren
- EG 365: Von Gott will ich nicht lassen (también en Evangelical Lutheran Hymnary, #465)
- EG (Nordelbien) 558: Amen, Gott Vater und Sohne

## Reconocimientos
En 1998, en Mühlhausen le pusieron nombre a una calle en honor a Helmbold, la Helmboldstraße, cercana a Bonatstraße.